# Narathiwat (província)
Narathiwat é uma província da Tailândia. Sua capital é a cidade de Narathiwat.